# Topologia cofinita
La topologia cofinita su un insieme X è la topologia i cui chiusi sono tutti e soli i sottoinsiemi finiti, oltre a X stesso.
Un sottoinsieme cofinito di un insieme X è un sottoinsieme A di X che contiene tutti gli elementi di X tranne un numero finito di essi. In altri termini, il suo complemento in X è un insieme finito.
Questa topologia è la meno fine fra tutte quelle che soddisfano l'assioma T1 di separabilità; in altre parole, è la meno fine fra tutte quelle in cui ciascun punto costituisce un insieme chiuso.

## Proprietà
- Su uno spazio finito le topologie discrete e cofinita coincidono.
- Uno spazio con la topologia cofinita è di Hausdorff se e solo se è finito.
- Tutti i sottoinsiemi di uno spazio con la topologia cofinita sono compatti, benché non siano necessariamente chiusi: questo è possibile perché lo spazio non è di Hausdorff.
- Gli spazi topologici con topologia cofinita a meno di omeomorfismo sono classificati dalla loro cardinalità.

## Dimostrazione
La topologia cofinita T è effettivamente una topologia, perché i sottoinsiemi finiti verificano gli assiomi di spazio topologico riguardanti gli insiemi chiusi: l'unione finita e l'intersezione arbitraria di insiemi finiti è infatti un insieme finito. 